# Portepé m/1797

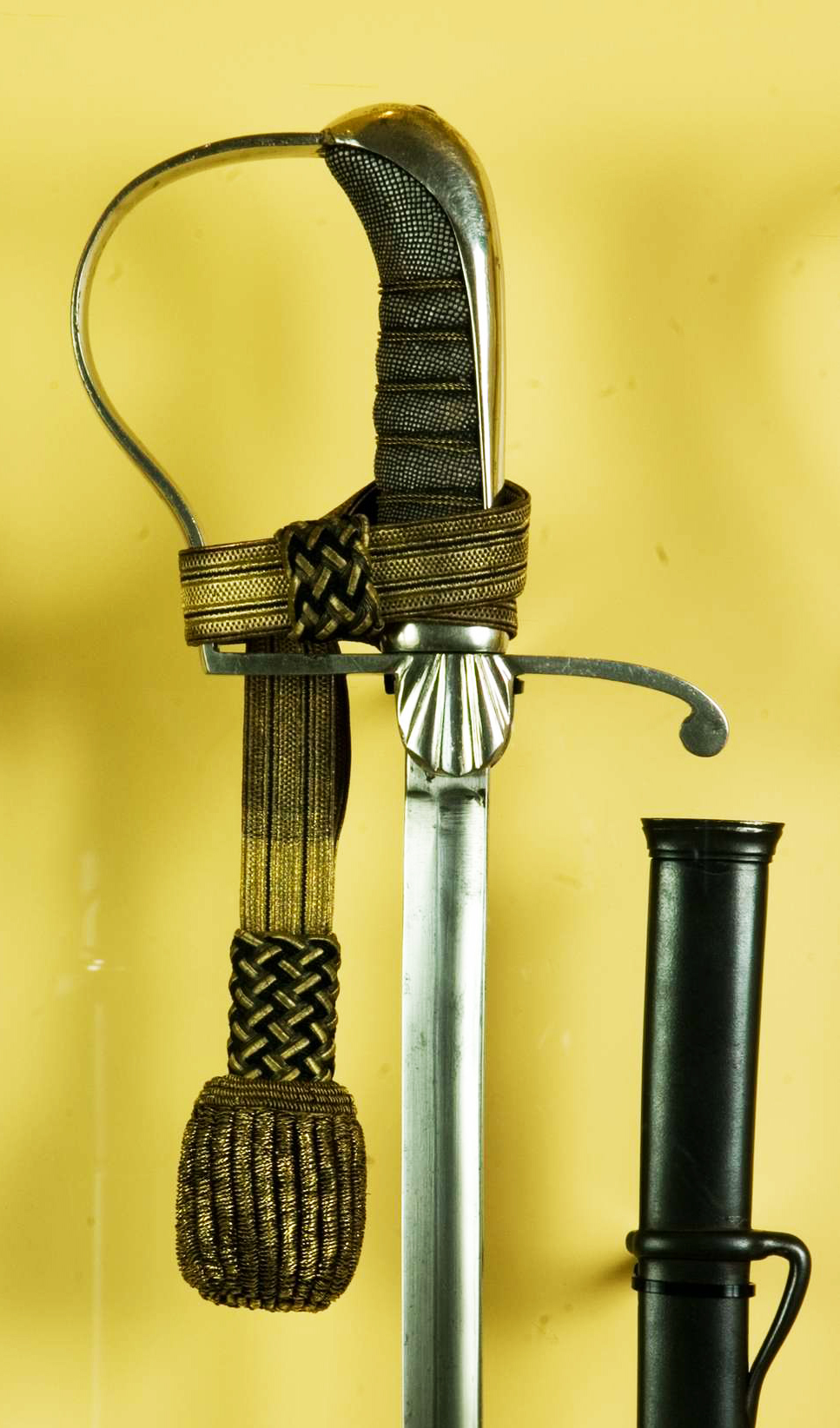
Portepé m/1797 för officer, knuten runt sabelns kavel och parerplåt.

Portepé m/1797 är en handrem till sablar som används inom Försvarsmakten.

## Utseende och användning
Portepé m/1797 finns i tre olika varianter.

### Infanteriet
Av stickat silke i guld och blått med hårdflätad tofs. Bäres av officerare till sabel m/1899 och sabel m/1915 (flottan).

### Kavalleriet
Av stickat silke i guld och blått med hårdflätad tofs. Bäres av officerare till sabel m/1893 och sabel m/02-15 (amfibiekåren).

### "Sergeant"
Av stickat silke i silver och blått med hårdflätad tofs. Bäres av specialistofficerare till sabel m/1899 för sergeant, sabel m/1893 för sergeant, sabel m/02-15 (amfibiekåren) och sabel m/1915 (flottan).

## Historia
Portepén är avsedd att fästas dels runt sabelns kavel, dels runt handleden för att förhindra att bäraren i strid tappat greppet om sitt vapen (fr. port épée=bära svärd). Vanligen läggs portepén från kaveln också med ett enkelt halvslag runt handbygels nedre del för att hållas lagom lång då den inte är fäst vid bärarens handled. Idag används den endast som prydnad.

## Fotografier

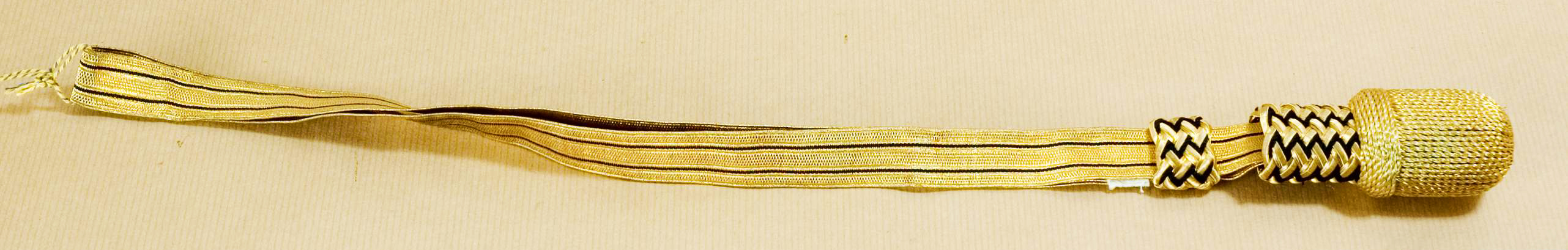
Portepé m/1797 för officerare, i sin enkelhet.
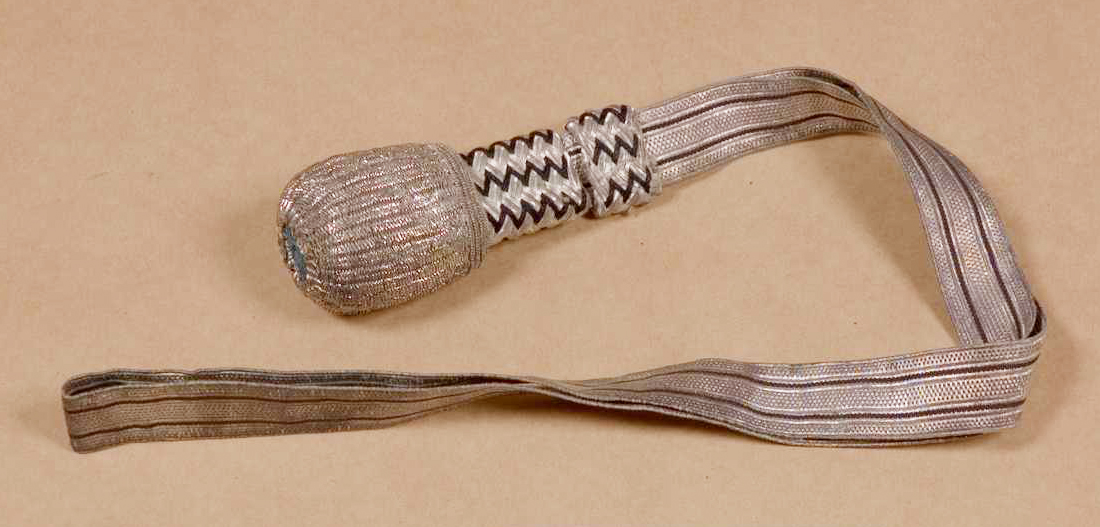
Portepé m/1797 i silver för specialistofficerare, i sin enkelhet.
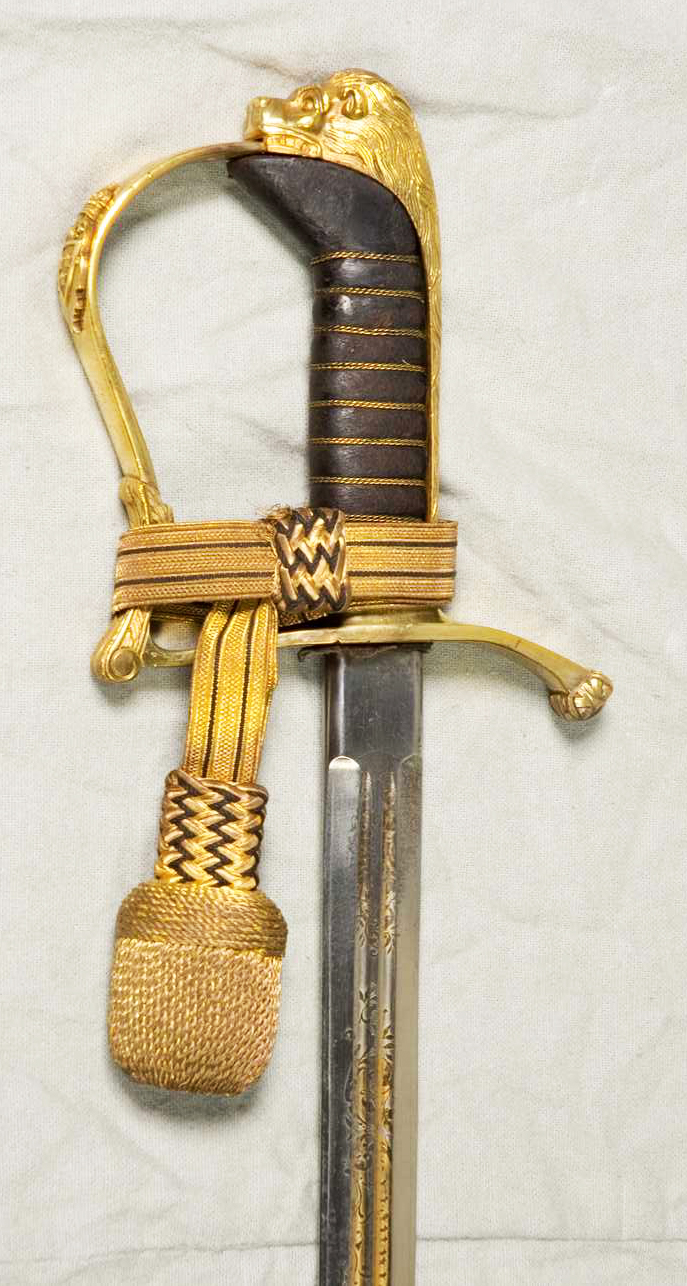
Portepé m/1797 för officer vid infanteriet. Här monterad på en sabel m/1899.

### Webbkällor
- Instruktion för försvarsmakten - Uniformsbestämmelser 2009 v.1.3, Kapitel 4

1. ↑  ”Svenska blankvapen”. Bra att veta om blankvapen. Arkiverad från originalet den 10 december 2013. https://web.archive.org/web/20131210175457/http://svenskablankvapen.se/braattveta.html. Läst 20 september 2012.